# Fortezza Orsini
La fortezza Orsini è un imponente complesso fortificato e residenziale situato nella parte alta del borgo di Sorano, nella provincia di Grosseto, in posizione dominante rispetto a tutto l'abitato e al territorio circostante.

## Storia
La fortificazione sorse come rocca aldobrandesca nel corso del XII secolo.

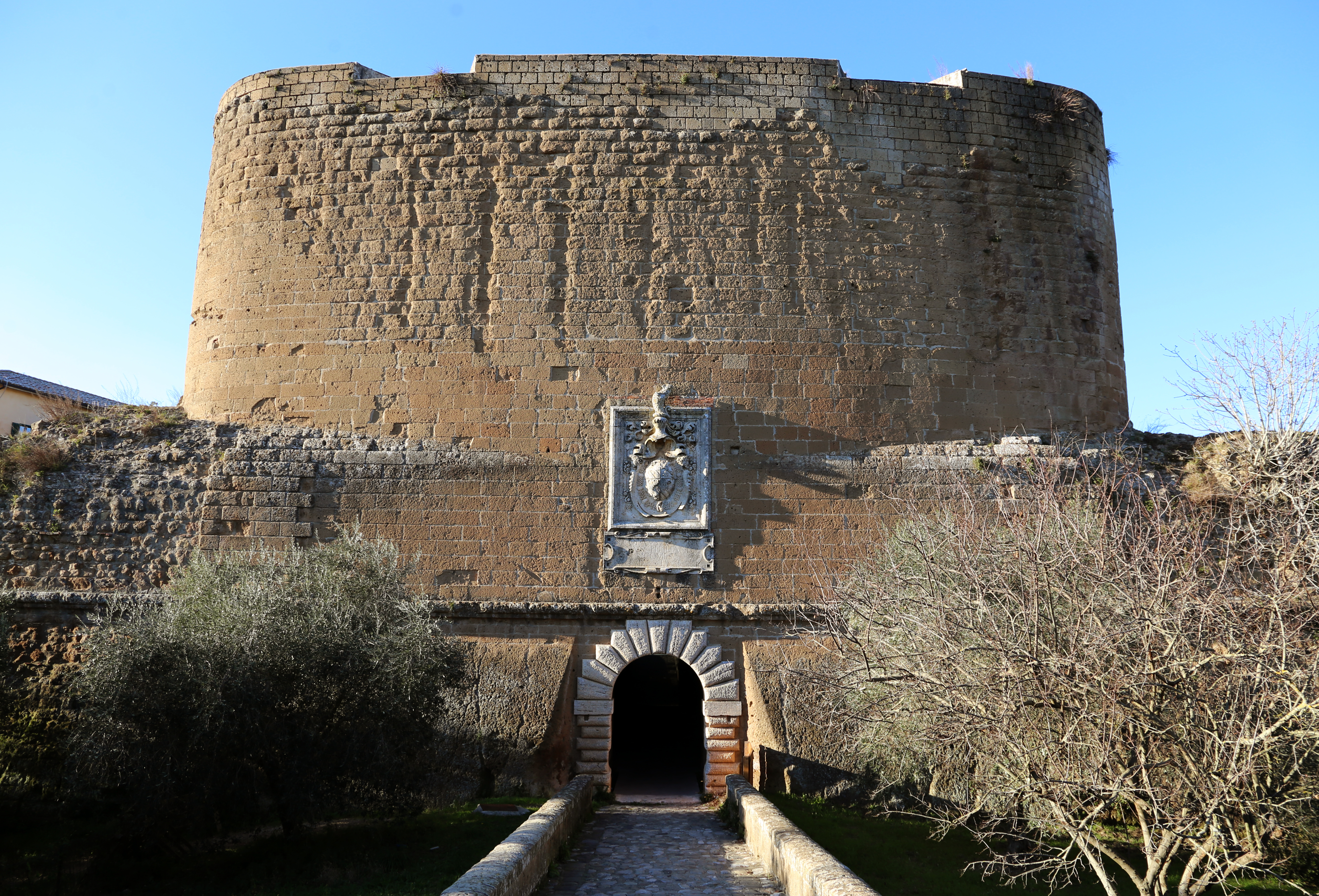
Ingresso della fortezza Orsini

Dopo essere passata nella contea di Sovana a seguito della spartizione dei beni della famiglia Aldobrandeschi, il complesso venne ereditato dagli Orsini alla fine del Duecento, che la fecero diventare una delle loro più importanti residenze e il centro del potere della loro contea assieme al Palazzo Orsini di Pitigliano.
L'imponente struttura riuscì a resistere, rimanendo indenne, a tutti gli assedi che vennero condotti dagli Orvietani (XIV secolo), dai Senesi (1416-17 e 1454-55) e dalle truppe dello Stato Pontificio che, in epoche diverse, tentarono più volte la conquista di Sorano per annetterlo al loro territorio.
Nel corso del Cinquecento, furono effettuati una serie di lavori che ampliarono il complesso, rendendolo ancor più possente. Tuttavia, la successiva caduta politica della Contea degli Orsini e la conseguente annessione di tutti i suoi territori al granducato di Toscana determinarono la trasformazione della fortezza in presidio militare mediceo, fino alla dismissione avvenuta nella prima metà del Settecento.
Nei secoli successivi, il complesso andò incontro ad un lungo periodo di declino che ha compromesso alcuni punti della struttura; fortunatamente, una serie di interventi di restauro condotti a cavallo tra la fine del secolo scorso e gli inizi del nuovo millennio, ha permesso di riportare la fortezza agli antichi splendori.

## Descrizione

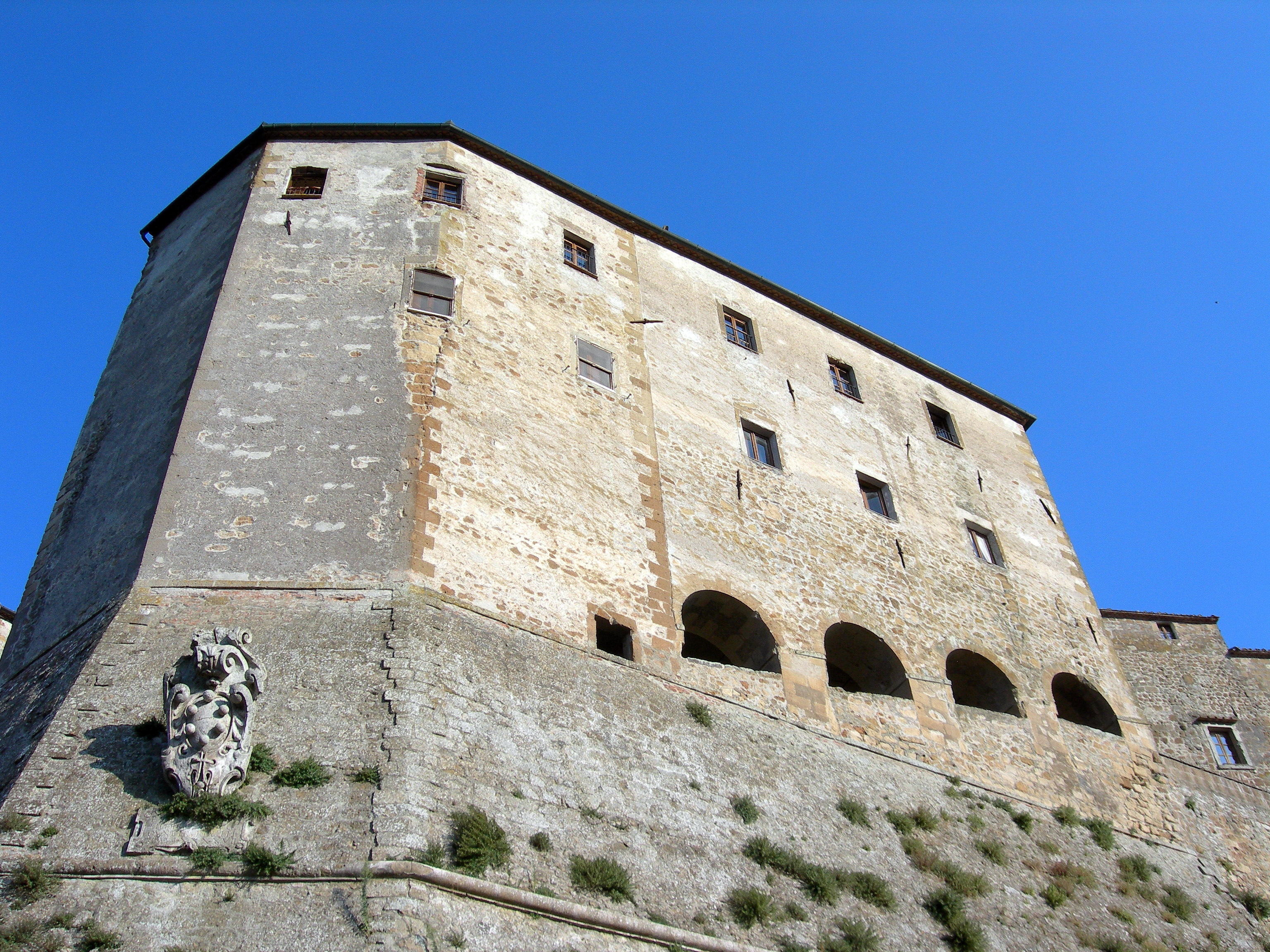
Facciata della fortezza Orsini

La fortezza Orsini di Sorano si presenta come una struttura architettonica molto complessa, raggiungibile dalla parte bassa attraverso una porta, originariamente munita di ponte levatoio.
Dalla porta ha inizio una rampa di scale parzialmente coperta che collega due cortili su differenti livelli, disposti attorno alla zona più antica del complesso.
Il castello è il nucleo originario della fortificazione e comprendeva l'antica residenza padronale; il fossato e le cortine murarie a picco erano l'ulteriore dispositivo di difesa del castello. Al suo interno, grazie agli ultimi restauri, sono venuti alla luce alcuni affreschi di scuola senese del Cinquecento; alcuni di questi, voluti da Niccolò IV degli Orsini, raffigurano la celebre canzone di Giovanni Boccaccio "Io mi son giovinetta" (Decamerone, IX giornata).
L'area più antica comprende anche una torre a sezione circolare, che era parte integrante dell'antica rocca aldobrandesca.
La parte cinquecentesca della fortezza è costituita da un edificio, ristrutturato in stile neoclassico, che si trova nella seconda parte del complesso lungo il lato occidentale delle mura, in gran parte compromesso dal degrado dei secoli scorsi. Il fabbricato è collegato a due bastioni angolari a punta, quello di San Marco a est e quello di San Pietro a ovest, dove è collocato anche un grande stemma d'angolo.
L'intero complesso è adibito ad area museale dove ha sede il Museo civico archeologico di Sorano, all'interno del quale oltre ad esposizioni e mostre di notevole prestigio è conservata la interessante collezione di ceramiche medievali provenienti dalla famiglia Giorgio ed Erica Bartolomeo.

## Stemmi

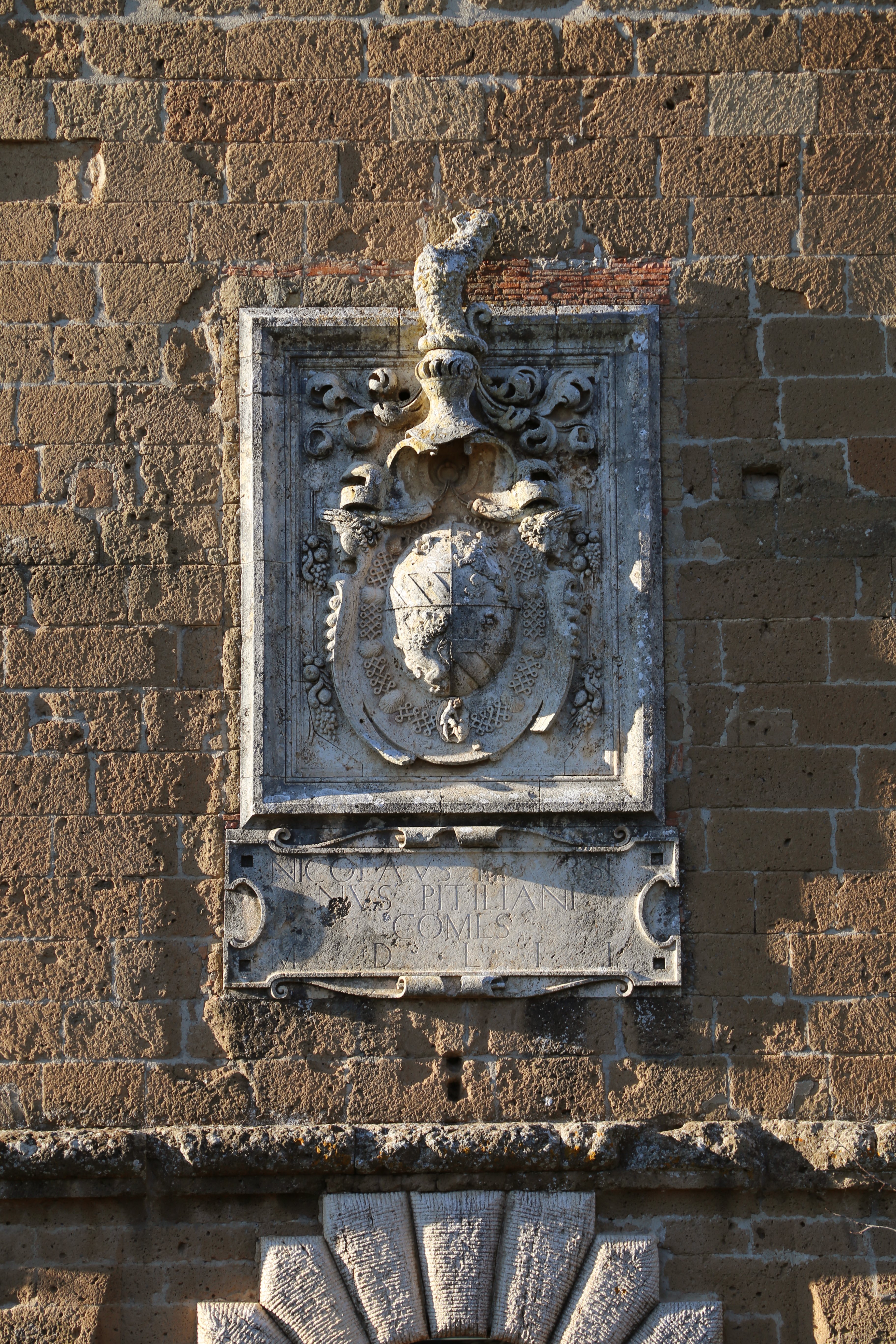
Particolare dello stemma

Il fastoso stemma, raffigurante i leoni rampanti e le barre, le rose e l'orso araldico, rappresenta sia la famiglia Aldobrandeschi che quella degli Orsini che ereditò successivamente il complesso.
Il simbolo degli Aldobrandeschi era infatti rappresentato dai leoni rampanti, mentre le barre, le rose e l'orso araldico raffiguravano la casata degli Orsini.